# Chilenosuchus
Chilenosuchus é um género extinto de aetossauro. Fósseis foram encontrados na Região de Antofagasta, no norte do Chile. A presença de Chilenoasaurus nas camadas onde foi encontrado entra em conflitos com a idade atribuida aos estratos. Plantas e invertebrados fósseis sugerem que remonta ao Carbonífero Superior ou Permiano Inferior, ainda é um aetossauro Chilenoasaurus e o aetossauros aparecem pela primeira vez no final do Triássico. A baixa qualidade fotografica do espécime original e uma aparente falta de material não pode permitir a classificação definitiva da amostra, portanto há controvérsia quanto à possibilidade de ser um aetossauro de  verdade. No entanto, uma reavaliação em 2003 sobre a deslocamento do material mostrou que era na verdade um aetossauro e que os estratos eram do Triássico.
Com base na semelhança da blindagem, o Chilenosuchus parece estar estreitamente relacionado com o Typothorax.. Tem sido proposto como um membro de um clado recentemente derivados, juntando o Typothoracisinae, juntamente com Typothorax e várias outras aetossauros similares. No entanto, devido as muitas diferenças entre eles e outros aetossauros, a posição do Chilenosuchus dentro do Stagonolepididae permanecerá incerta até mais material ser encontrado.